# Wisteria Lane
Wisteria Lane est le nom d'une rue fictive de la ville fictive de Fairview, dans l'État fictif d'Eagle State (États-Unis), où se déroule la série Desperate Housewives qui caricature les stéréotypes d'une banlieue chic américaine avec ses pelouses parfaites, de grandes maisons confortables, souvent entourées par une barrière aux piquets blancs. Traduit, Wisteria Lane signifie « Allée des Glycines », on peut d'ailleurs en voir dans le jardin de Mary Alice.
Wisteria Lane est situé dans les Universal Studios d'Universal City et fait partie du décor permanent de Colonial Street. Jusqu'en avril 2012, la série Desperate Housewives avait l'exclusivité du tournage dans cette rue.

## Histoire de Wisteria Lane

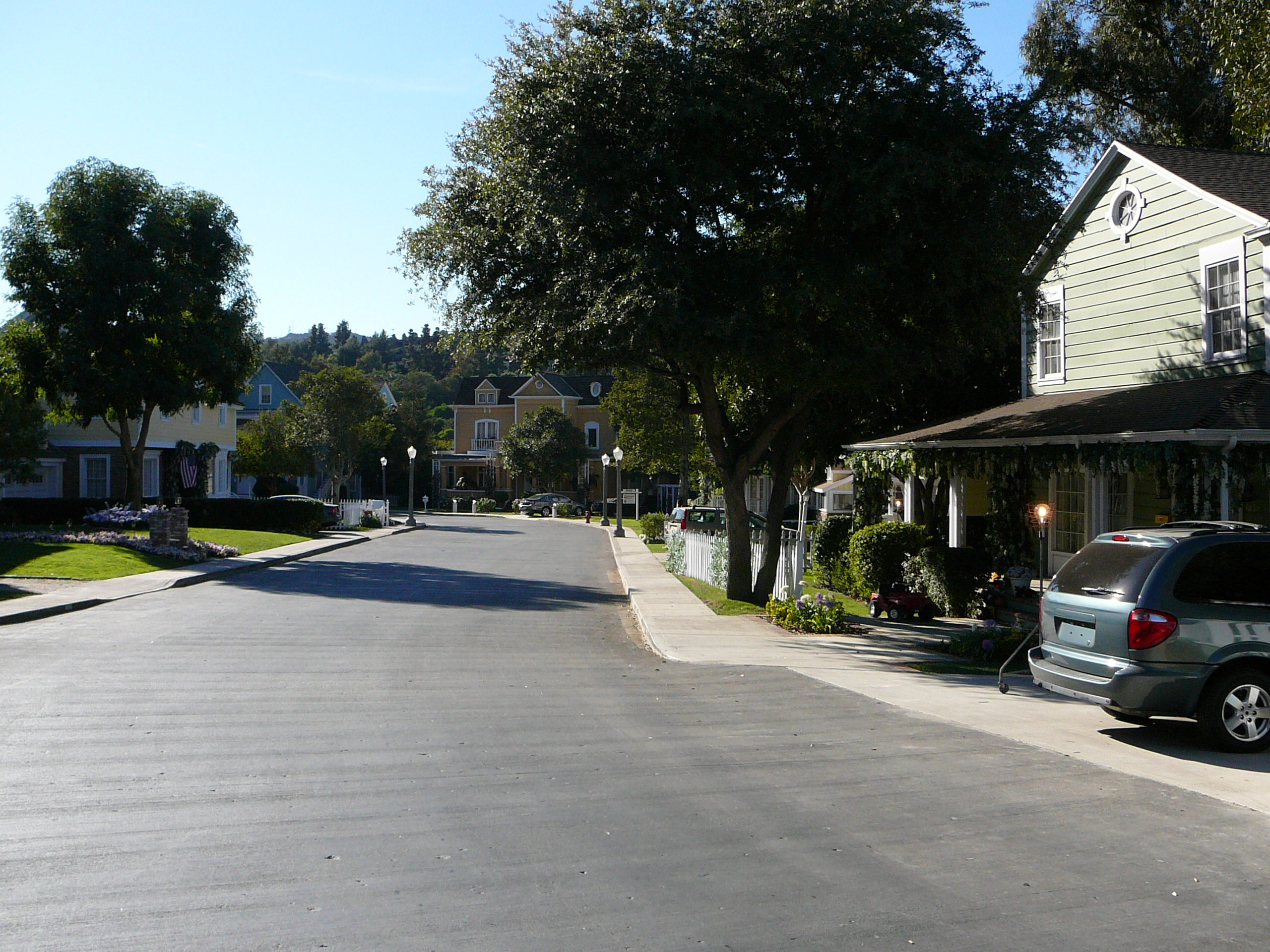
La rue de Wisteria Lane

La rue a connu de nombreux changements au cours des saisons de Desperate Housewives.
Dès l'épisode pilote, la maison d'Edie Britt prend feu, incendie causé accidentellement par Susan Mayer. Durant toute la première saison, sa maison est en reconstruction. Le chantier fini est révélé dans le premier épisode de la saison 2 Le retour de la mamie. Aussi pendant la saison 2, il est dévoilé qu'un petit parc est situé au bout de la rue, utilisé par les résidents de Wisteria Lane pour les affaires de nuits comme les rencontres entre Danielle Van de Kamp et Matthew Applewhite, pour des banquets ou des pique-niques… La saison 3 connait également de nombreux changements concernant l'organisation du quartier : la maison de Susan prend feu à son tour à la fin de la saison 2. Elle est reconstruite à l'identique, avec une extension au niveau de la cuisine. Des modifications ont été également apportées sur l'allée de garage de Lynette Scavo et sur le garage lui-même. Dans le neuvième épisode de la saison 4, Wisteria Lane est littéralement ravagée par une tornade. La travée centrale est dévastée par les vents. Les intérieurs des villas, soufflés par la force de la tornade, sont fortement endommagés. La vieille maison de Karen McCluskey s'écroule.
Les emménagements dans Wisteria Lane ont également une place assez importante dans le déroulement de la série. Entre la saison 1 et 5, Edie Britt est l'agent immobilier de Wisteria Lane jusqu'à sa mort. Dans la saison 6, c'est Lee McDermott, un voisin, qui reprend le flambeau.
Lors de certaines scènes, comme celles des réunions entre voisins, on peut remarquer de nouvelles personnes, sans doute des personnes de rues voisines. Dans le cinquième épisode de la saison 4 Ceux qui en savent trop, Katherine Mayfair évoque lors de sa campagne des noms de voisins comme Mme Burckett, la famille Mustafa, et l'on voit d'autres personnes. On peut supposer alors que la copropriété des résidents ne touche pas que la rue Wisteria Lane, mais aussi celles alentour. À noter que Alberta Fromme habite une autre rue que Wisteria Lane car la rue qu'on aperçoit derrière elle dans un des épisodes contient des maisons ne correspondant à aucune de celles de Wisteria Lane.
Enfin, l'apparence des maisons est également modifiée au cours des saisons. Au début de la saison 1, la maison de Mike Delfino est blanche, mais elle est peinte ensuite en gris. La façade de la maison de Mary Alice Young est de couleur jaune de la saison 1 à la saison 4 et elle devient vert turquoise à partir de la saison 5. Dans la saison 5, toutes les maisons ont été repeintes d'une couleur nouvelle, mais très souvent similaire à l'ancienne couleur. Le décor et la couleur des murs à l'intérieur de la maison d'Edie Britt sont totalement modifiés à l'arrivée de Renée Perry, saison 7 épisode 1.
Lors du neuvième épisode de la septième saison, Paul Young possède sept maisons à Wisteria Lane et projette d'établir un centre de réinsertion dans son ancienne maison. On apprend dans l'épisode d'après qu'une rue se nomme « Place des Hortensias ».
De toutes les maisons, Gabrielle et Carlos sont les seuls à posséder une piscine et un jacuzzi. Paul Young en possédait une lors de la première saison, mais celle-ci fût détruite en partie pour exhumer le corps de la mère biologique de Zach. Excepté Edie Britt, qui va faire reconstruire sa maison avec un jacuzzi durant la saison 1.

## Adresses et propriétaires des maisons
| Image                     | Adresse | Famille | Résidents | Commentaires |
| ------------------------- | ------- | --- | --- | --- |
|                           | 4347    | Greenberg | Ida Greenberg (avant le début de la série jusqu'au 4x09) | |
| McCluskey                 | 4347    | Karen McCluskey (du 4x10 jusqu'au 4x17) | | |
| Kinsky                    | 4347    | Mitzi Kinsky (depuis la saison 6) | | |
|                           | 4348    | Kemper | Rose Kemper (avant le début de la série jusqu'au 5x20) | |
| Graham                    | 4348    | Emma Graham et sa famille (saison 7) | | |
|                           | 4349    | Solis | Gabrielle Solis (avant le début de la série (en 2003) et toute la série) Carlos Solis (avant le début de la série jusqu'au 2x24 et depuis le 4x10) Xiao-Mei (milieu de la saison 2 jusqu'au 3x02) Juanita Solis (depuis la saison 5) Celia Solis (depuis la saison 5) Ana Solis (du 5x23 jusque tard dans la saison 6) | À l'arrière de la maison se trouve une terrasse avec une piscine creusée, plus un jaccuzzi, c'est la maison la plus chère et la plus luxueuse de toutes. |
|                           | 4350    | Huber | Martha Huber (avant le début de la série jusqu'au 1x08) | |
| Tilman                    | 4350    | Felicia Tilman (du 1x10 jusqu'à la fin de la saison 2) | | |
| Adams                     | 4350    | (saisons 3 à 5) | | |
| Van de Kamp/Cominis       | 4350    | Andrew Van de Kamp (depuis le milieu de la saison 5 jusqu'au milieu saison 8) Alex Cominis (depuis le milieu de la saison 5 jusqu'au 7x17) | | |
|                           | 4351    | Mullins | Mr & Mrs Mullins (avant le début de la série jusqu'à la fin de la saison 1) | Elle a la meilleure vue sur wisteria lane depuis son premier étage |
| Stouffer                  | 4351    | Karen Stouffer Entre le déménagement des Mullins et l’emménagement des Applewhite.(Oprah Winfrey) | | Elle a la meilleure vue sur wisteria lane depuis son premier étage |
| Applewhite                | 4351    | Betty Applewhite (du 1x22 jusqu'au 2x24) Matthew Applewhite (du 1x22 jusqu'au 2x24) Caleb Applewhite (du 1x22 jusqu'au 2x24) | | Elle a la meilleure vue sur wisteria lane depuis son premier étage |
| Hodge                     | 4351    | Alma Hodge (du 3x11 jusqu'au 3x15) | | Elle a la meilleure vue sur wisteria lane depuis son premier étage |
| Hunter/McDermott          | 4351    | Bob Hunter (depuis le 4x04) Lee McDermott (depuis le 4x04) Jenny Hunter-McDermott (depuis la saison 7) | | Elle a la meilleure vue sur wisteria lane depuis son premier étage |
|                           | 4352    | Young | Mary Alice Young (avant le début de la série (en 1990) jusqu'au premier épisode de la série) Paul Young (avant le début de la série jusqu'à la fin de la saison 2 et au début de la saison 7) Zach Young (avant le début de la série jusqu'à la fin de la saison 2) | |
| Shephard                  | 4352    | Arthur Shephard (milieu saison 3) Rebecca Shephard (milieu saison 3) | | |
| Hudson                    | 4352    | Mrs. Hudson (tôt dans la saison 5) | | |
| Delfino/Williams          | 4352    | Mike Delfino (milieu saison 5) Dave Williams (milieu saison 5) | | |
| Bolen                     | 4352    | Angie Bolen (saison 6) Nick Bolen (saison 6) Danny Bolen (saison 6) | | |
| Young                     | 4352    | Paul Young est le propriétaire et veut en faire un centre de réinsertion (saison 7) | | |
|                           | 4353    | Mayer/Delfino | Karl Mayer (avant le début de la série) Susan Mayer (avant le début de la série (en 1992) jusqu'à la fin de la saison 6) (fin de la saison 7 jusqu'à la fin de la série) Julie Mayer (avant le début de la série jusqu'à la fin de la saison 4, première moitié de la saison 6) Mike Delfino (saison 4 et 6) Sophie Bremmer (milieu saison 1 jusqu'à la fin de la saison 1) M.J. Delfino (du 4x16 jusqu'à la fin de la saison 6) | Durant la saison 1, la cuisine de Susan et incendié, par Zach Young. À la fin de la saison 2 la maison est totalement brûlé, par Edie Britt, puis elle est reconstruite de façon presque identique à la 1er si ce n'est que la cuisine et reconstruite différemment et plus grande avec plus de fenêtres, et que la grande fenêtre en haut à gauche et différente. Vers l'épisode 13 de la saison 8, Julie revient. |
| Young                     | 4353    | Paul Young (du 6x23 jusqu'au 7x22) Beth Young (début de la saison 7 jusqu’au 7x17) | | Durant la saison 1, la cuisine de Susan et incendié, par Zach Young. À la fin de la saison 2 la maison est totalement brûlé, par Edie Britt, puis elle est reconstruite de façon presque identique à la 1er si ce n'est que la cuisine et reconstruite différemment et plus grande avec plus de fenêtres, et que la grande fenêtre en haut à gauche et différente. Vers l'épisode 13 de la saison 8, Julie revient. |
| Delfino/Mayer             | 4353    | Susan Delfino Mike Delfino jusqu'à la fin de l'episode 8x16 (quand il meurt) M.J. Delfino Ils rentrent à Wisteria Lane à fin de la saison 7. Julie Mayer (tard dans la saison 8) | | Durant la saison 1, la cuisine de Susan et incendié, par Zach Young. À la fin de la saison 2 la maison est totalement brûlé, par Edie Britt, puis elle est reconstruite de façon presque identique à la 1er si ce n'est que la cuisine et reconstruite différemment et plus grande avec plus de fenêtres, et que la grande fenêtre en haut à gauche et différente. Vers l'épisode 13 de la saison 8, Julie revient. |
|                           | 4353    | Jennifer et Steve (fin de saison 8) | | Durant la saison 1, la cuisine de Susan et incendié, par Zach Young. À la fin de la saison 2 la maison est totalement brûlé, par Edie Britt, puis elle est reconstruite de façon presque identique à la 1er si ce n'est que la cuisine et reconstruite différemment et plus grande avec plus de fenêtres, et que la grande fenêtre en haut à gauche et différente. Vers l'épisode 13 de la saison 8, Julie revient. |
|                           | 4354    | Van de Kamp/Hodge | Bree Van de Kamp (avant le début de la série (en 1994) et toute la série) Rex Van de Kamp (avant le début de la série jusqu'à la fin de la saison 1) Andrew Van de Kamp (avant le début de la série jusqu'au milieu de la saison 4) Danielle Van de Kamp (jusqu'au milieu de la saison 4) Orson Hodge (depuis la saison 3 jusqu'à la fin de la saison 6) Gloria Hodge (milieu saison 3) Benjamin Hodge (seconde moitié de la saison 4) Keith Watson (durant la saison 7) Chuck Vance (fin de la saison 7 et début de la saison 8)                                | Durant la saison 5, le garage de Bree est reconverti en cuisine pour les besoins de son entreprise de traiteur. À l'étage se trouve son bureau personnel. Au début de la saison 7, après le départ d'Orson, Bree décide de rénover l'intérieur de sa demeure. Dans la saison 8, Bree Van De Kamp y vit seule. |
|                           | 4354    | | | |
|                           | 4355    | Scavo | Lynette Scavo (avant le début de la série (en 1997) et toute la série) Tom Scavo (avant le début de la série et toute la série) Porter Scavo (avant le début de la série et toute la série sauf au début et au milieu de la saison 6) Preston Scavo (avant le début de la série et toute la série) Parker Scavo (avant le début de la série et toute la série) Penny Scavo (avant le début de la série et toute la série) Kayla Huntington (milieu saison 3 jusqu'à la fin de la saison 4) Stella Wingfield (du 3x23 jusqu'au milieu de la saison 4) Paige Scavo | La voix off de Mary Alice fait souvent référence au fait que leur maison est l'une des moins chères de Wisteria Lane. Durant les premiers épisodes de la saison 1 la cuisine et le salon des Scavo est de couleurs rose, puis et repeinte en bleu. Une cabane a été construite dans l'arbre de leur jardin pour les enfants Scavo.                                                                                  |
|                           | 4356    | Delfino/Solis | Mike Delfino (saison 1 jusqu'à la fin de la saison 3) Carlos Solis (la plupart de la saison 3) | Dans les premiers épisodes de la saison 1, la couleur de la maison est blanche. |
| Mayfair/Delfino/Gallagher | 4356    | Lillian Simms (avant le début de la série et saison 4) Katherine Mayfair (avant le début de la série et depuis la saison 4 jusqu'au cours de la saison 6) Adam Mayfair (première moitié de la saison 4) Dylan Mayfair (saison 4) Mike Delfino (seconde moitié de la saison 5) Robin Gallagher (depuis la seconde moitié de la saison 6 à la fin de la saison 6) | | |
| Young/Tilman              | 4356    | Maison rachetée par Paul Young dont hérite Felicia Tilman au décès de sa fille, femme de Paul | | |
| Faulkner                  | 4356    | Ben Faulkner est le nouveau habitant de Wisteria Lane lors de la saison 8. | | |
|                           | 4358    | McCluskey | Karen McCluskey (toute la série jusqu'à la fin de la saison 8) Roy Bender (depuis le début de la saison 6) | Après la tornade (4x09), la maison est détruite. Une nouvelle maison est construite, différente de la première et plus grande. |
|                           | 4360    | Clark | Mona Clark (avant le début de la série jusqu'au 6x10) | |
| Scully                    | 4360    | Mr.Scully (de 6x10 jusqu'au 7x9) | | |
|                           | 4362    | Britt/Williams | Edie Britt (avant le début de la série jusqu'au 4x15 et du 5x01 jusqu'au 5x19) Umberto Roswell (avant le début de la série) Karl Mayer (saison 2) Austin McCann (début et milieu de la saison 3) Travers McLain (tard dans la saison 3) Carlos Solis (tard dans la saison 3 jusqu'au 4x08) Raymond (5 ans entre la saison 4 et 5) Dave Williams (saison 5) | La maison est incendiée dans l'épisode 1x01, puis une nouvelle maison est construite, avec un jacuzzi à l'arrière et est finie durant la saison 2. |
| Lance et Stéphanie        | 4362    | Entre la saison 5 et la saison 6, Lance et Stéphanie emménagent dans la maison d'Edie. (Another Desperate Housewives) | | La maison est incendiée dans l'épisode 1x01, puis une nouvelle maison est construite, avec un jacuzzi à l'arrière et est finie durant la saison 2. |
| Perry                     | 4362    | Renee Perry (depuis la saison 7) | | |

## Le vrai Wisteria Lane
Le plateau de tournage, constitué des façades des maisons (les intérieurs sont tournés en studio), est celui de Colonial Street localisé dans les studios d'Universal Pictures que l'on peut voir au parc d'attractions Universal Studios dans l'Attraction Studio Tour. À noter que la maison de Katherine Mayfair possède un intérieur (salon, salle à manger et cuisine) tout comme celle de Edie Britt. Bien avant Desperate Housewives, ce plateau a été utilisé dans plusieurs films comme pour Petit poucet l'espiègle et The Boyfriend : Pourquoi lui ? (la maison de Mary Alice), Harvey (la maison de Gabrielle), Les Banlieusards (les maisons de Bree, Martha, Betty, Susan, Lynette et Katherine), Deep Impact (la maison de Susan), Les petites canailles à la rescousse (les maisons de Karen McCluskey et de Lynette) et Bedtime for Bonzo et Le Piment de la vie (qui utilisèrent tous les deux la maison de Lynette).
De nombreuses séries télévisées ont également utilisé les maisons de Desperate Housewives comme Badge 714 (la maison de Martha Huber), Les Monstres (la maison d'Alma), The Hardy Boys (la maison de Susan), Providence (la maison de Bree), American College, Code Lisa et Malcolm dans l'épisode Feux d'artifice (la maison des Young). La devanture de la maison de Katherine Mayfair fut également utilisée pour le tournage d'un épisode de la série Sliders (Saison 3 épisode 1 « Un monde de jeux mortels »).
En 2002 (deux ans avant le début de la série), le réalisateur Benny Boom a réalisé le clip de la chanson Dilemma du rappeur Nelly à Colonial Street.
Voir la vue aérienne de Wisteria Lane (Colonial Street) sur wikimapia